# Наскафтымский сельсовет
Наскафтымский сельсовет — муниципальное образование со статусом сельского поселения в Шемышейском районе Пензенской области Российской Федерации.
Административный центр — село Наскафтым.

## История
Статус и границы сельского поселения установлены Законом Пензенской области от 2 ноября 2004 года № 690-ЗПО «О границах муниципальных образований Пензенской области».
22 декабря 2010 года в соответствии с Законом Пензенской области № 1992-ЗПО в состав сельсовета включены территории упраздненных Новомачимского и Песчанского сельсоветов.

## Население
| 2002  | 2010  | 2012  | 2013  | 2014  | 2015  | 2016  |
| ----- | ----- | ----- | ----- | ----- | ----- | ----- |
| 955   | ↘867  | ↗1654 | ↘1611 | ↘1559 | ↘1525 | ↘1482 |
| 2017  | 2018  | 2021  |       |       |       |       |
| ↘1444 | ↘1403 | ↘1120 |       |       |       |       |

## Состав сельского поселения
| № | Населённый пункт | Тип населённого пункта       | Население |
| - | ---------------- | ---------------------------- | --------- |
| 1 | Арапино          | село                         | ↘64       |
| 2 | Наскафтым        | село, административный центр | ↘867      |
| 3 | Новый Мачим      | село                         | ↘441      |
| 4 | Песчанка         | село                         | ↗287      |
| 5 | Ранго-Лисьма     | деревня                      | 4         |
| 6 | Старый Мачим     | село                         | ↘58       |